# 31619 Jodietinker
1999 GU18 (asteroide 31619) é um asteroide da cintura principal. Possui uma excentricidade de 0.13266840 e uma inclinação de 5.84320º.
Este asteroide foi descoberto no dia 15 de abril de 1999 por LINEAR em Socorro.